# Мотыльки на ветру
«Мотыльки на ветру» (англ. The Gypsy Moths) — кинофильм. Экранизация произведения, автор которого — Джеймс Дрот.
В 1960-х годах современный парашютный спорт только зарождался и был небезопасным и экспериментальным. В фильме показываются эксперименты с жёсткими крыльями на руках (аналогами современных вингсьютов).

## Сюжет
Группа парашютистов собираются на выступление в провинциальном Канзасе. Как бродячие артисты, они летают от одного городка к другому и выступают с шоу «Вызов смерти».